# Rapala philippensis
Rapala philippensis är en fjärilsart som beskrevs av Hans Fruhstorfer 1912. Rapala philippensis ingår i släktet Rapala och familjen juvelvingar. Inga underarter finns listade.